# 田村好
田村 好（たむら このみ、2月5日 - ）は、日本の女性声優。静岡県出身。マウスプロモーション所属。

## 来歴
2018年、マウスプロモーション付属養成所入所。2020年からマウスプロモーション所属。

## 人物
方言は静岡弁。趣味・特技は1980年代の曲を歌う、書道、人の長所を見つける。

## 出演

### テレビアニメ
2020年
- Lapis Re:LiGHTs

2022年
- 終末のハーレム（女子生徒）
- 金装のヴェルメイユ〜崖っぷち魔術師は最強の厄災と魔法世界を突き進む〜（エマ）
- 遊☆戯☆王ゴーラッシュ!!

2023年
- 君は放課後インソムニア（曲伊咲）
- BanG Dream! It's MyGO!!!!!（友達A）
- うちの会社の小さい先輩の話（女性社員A）

2024年
- 結婚指輪物語（女学生、客）
- 月刊モー想科学（女性）

2025年
- ぷにるはかわいいスライム（ルンルダンスの観客）
- 暗殺者である俺のステータスが勇者よりも明らかに強いのだが（リア・ラグーン）

### ゲーム
- Tokyo 7th シスターズ（街の人）
- Food Fantasy フードファンタジー（2018年、サルミアッキ）
- キャプテン翼 RISE OF NEW CHAMPIONS（2020年）
- クイズRPG 魔法使いと黒猫のウィズ（2020年、ルフレ・ユサール）
- タイムディフェンダーズ（2021年、アナベル）
- ファイアーエムブレム無双 風花雪月（2022年）
- アリスフィクション（2022年、アキレウス）
- ストリートファイター6（2023年、市民）
- ブラウンダスト2（2023年 - 2025年、ヘレナ[5]、アンバー[6]、イレギュラーティ[7]、クレア[8]）
- D4DJ Groovy Mix（2024年 - 2025年、島津詩歌[9]）
- ウマ娘 プリティーダービー 熱血ハチャメチャ大感謝祭!（2024年）
- 新月同行（2025年、白槿[10]）

### ボイスコミック
- 陽キになりたい時雨さん（委員長）
- 来世ではちゃんとします（母親・女友達）

### テレビ番組
※はインターネット配信。
- 田村好の好きなことだけ！（極）（2021年 - 2022年、※ニコニコチャンネル「新人研修バラエティ ココミテ！」[11][12]）

### CM・PV
- 激落ちくん×ドン・キホーテ Web CM（ユカちゃん）
- さっちゃんとけんちゃんは今日もイってる PV（2023年、さっちゃん[13]）

### その他コンテンツ
- リアル脱出ゲーム「私たちのリアル脱出ゲームからの脱出」（2024年、橘一葉[14]）